# Regla de Bancroft
La regla de Bancroft establece que: "La fase en la que el emulgente es más soluble se constituye en la fase continua."
Debe su nombre a Wilder Dwight Bancroft, un químico físico estadounidense.
En todas las emulsiones típicas hay partículas minúsculas (fase discreta) suspendidas en un líquido (fase continua). Por ejemplo, en una emulsión denominada como de aceite-en-agua, el aceite es la fase discreta, mientras que el agua es la fase continua. El emulgente es una sustancia que añadida a la mezcla en pequeñas proporciones evita que la mezcla de partículas se desagregue.
Lo que la regla de Bancroft establece (contrariamente al sentido común), es que la formación de una emulsión de aceite-en-agua o de agua-en-aceite no depende de los porcentajes relativos de aceite o de agua, sino de cuál de las fases de la emulsión tiene más afinidad por el emulsificante.  Tanto es así que incluso con un 60 % aceite y un 40 % agua, si el emulgente escogido es más soluble en agua, se formará una suspensión de aceite-en-agua.
Hay algunas excepciones a la regla de Bancroft, pero es una regla muy útil que caracteriza la mayoría de los sistemas coloidales.
El equilibrio hidrofílico-lipofílico (HLB en inglés) de un tensoactivo (emulsificante) puede ser utilizado para determinar la elección adecuada para obtener la emulsión deseada.
- Para las emulsiones de  Aceite-en-Agua, se utilizan agentes emulsificantes que son más solubles en agua que en aceite (Emulsificantes de Alto HLB).
- Para las emulsiones de Agua-en-Aceite, se utilizan agentes emulsificantes que son más solubles en aceite que en agua (Emulsificantes de Bajo HLB).

La regla de Bancroft sugiere que el tipo de emulsión está dictado por el emulsificante, y que además el emulgente tendrá que ser soluble en la fase elegida como continua. La observación empírica puede ser racionalizada al considerar la tensión en los contactos entre aceite-emulsificante y agua-emulsificante.